# اتو گئورگ تیراک
اتو گئورگ تیراک (به آلمانی: Otto Georg Thierack) (زاده ۱۹ آوریل ۱۸۸۹ – درگذشته ۲۶ اکتبر ۱۹۴۶) یک وکیل آلمانی و وزیر دادگستری رایش سوم از سال ۱۹۴۲ تا ۱۹۴۵ بود.

## اوایل زندگی و فعالیت‌ها

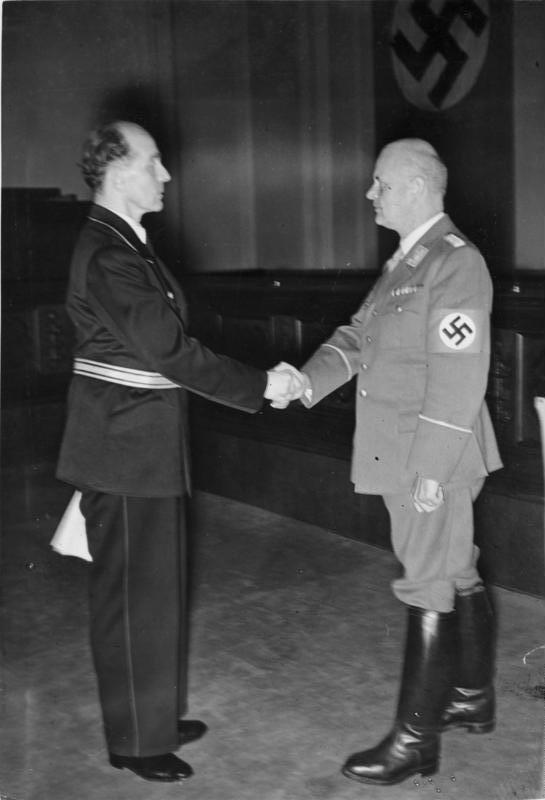
تیراک (نفر راست) همراه با رولاند فرایسلر در اوت ۱۹۴۲

وی در وورتسن در امپراتوری آلمان زاده شد.در جنگ جهانی اول شرکت کرد.در جنگ از ناحیه صورت زخمی شد و مدال صلیب آهنین درجه دو دریافت کرد.پس از جنگ مظالعه حقوق را ادامه داد و به عنوان وکیل استخدام شد.
وی در ۱ اوت ۱۹۳۲ به حزب نازی پیوست.پس از دست‌یابی نازی‌ها به قدرت، رئیس دادگاه خلق شد.انتصاب وی به این سمت تنها به دلیل عضو بودن وی در حزب نبود، بلکه وی رئیس سازمان حقوق‌دانان ناسیونال سوسیالیست نیز بود.

## همکاری با نازی‌ها
وی در ۱۲ می ۱۹۳۳ وزیر دادگستری زاکسن شد.وظیفه وی "نازیزه"کردن وزارت دادگستری در زاکسن شد.وی پس از تصدی چندین پست حرفه‌ای، در نهایت در ۱۹۳۵ معاون رئیس دادگاه خلق و یک سال بعد، رئیس دادگاه شد.در ۱۹۴۲ رولاند فرایسلر جانشین او شد.
وی در اوت ۱۹۴۲ وزیر دادگستری آلمان نازی شد.
در دوران وزارت وی اعدام‌ها افزایش یافت و مجازات‌ها افراد بیشتری را شامل می‌شد.از دسامبر ۱۹۴۲ اعدام‌ها در زندان پلوتسنزی در برلین به وسیله هشت قلاب آهنی انجام می‌شد و بسیاری بلافاصله به دار آویخته می‌شدند.برای مدتی یک گیوتین نیز برای اعدام‌ها در این زندان وجود داشت.اعدام‌های دسته‌جمعی در ۷ سپتامبر ۱۹۴۳ آغاز شد اما به دلیل سرعت این اعدام‌ها، بسیاری "به اشتباه" اعدام می‌شدند.با این حال تیراک خواست که اعدام‌ها ادامه پیدا کنند.

## پس از جنگ
وی پس از جنگ جهانی دوم توسط متفقین دستگیر شد و قرار بود در دادگاه قاضی‌ها محاکمه شود اما پیش از آغاز دادگاه، در روستایی در پادربورن با خوردن سیانور خودکشی کرد.